# Tamaryškovité
Tamaryškovité (Tamaricaceae) je čeleď vyšších dvouděložných rostlin z řádu hvozdíkotvaré (Caryophyllales). Jsou to dřeviny s drobnými často šupinovitými listy, rozšířené v Asii, Evropě a Africe. V České republice se vyskytuje přirozeně židoviník německý, rostoucí v Podbeskydí. Tamaryšky jsou pěstovány jako okrasné dřeviny.

## Popis
Tamaryškovité jsou keře, polokeře a stromy se střídavými drobnými, převážně šupinovitými střídavými listy bez palistů. Listy jsou obvykle přisedlé, se solnými žlázkami. Květy jsou pravidelné, drobné, převážně oboupohlavné, 4 nebo 5-četné, v latách nebo hroznech, řidčeji jednotlivé. Kalich je vytrvalý, s volnými nebo pouze na bázi srostlými kališními lístky. Korunní lístky jsou volné, opadavé nebo vytrvalé. V květech je přítomen nektáriový disk. Tyčinek je stejný počet jako korunních lístků, dvojnásobek nebo mnoho. Tyčinky jsou přirostlé k disku, volné nebo až do půlky délky srostlé v trubičku. Semeník je svrchní, srostlý ze 2 až 5 plodolistů, s jedinou komůrkou. Čnělky jsou volné nebo řidčeji srostlé. Vajíček je obvykle mnoho. Plodem je tobolka.

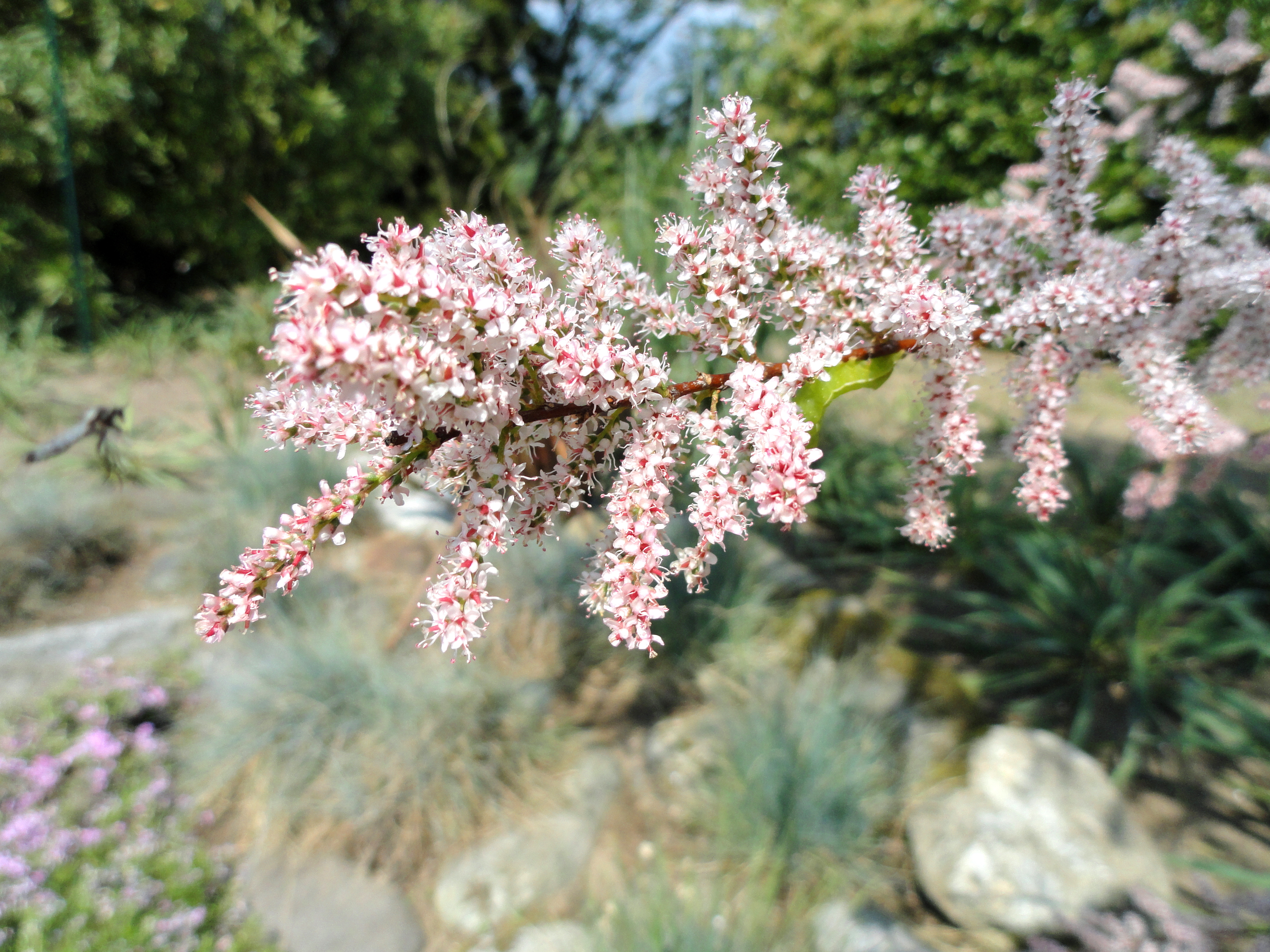
Tamaryšek francouzský (Tamarix gallica)
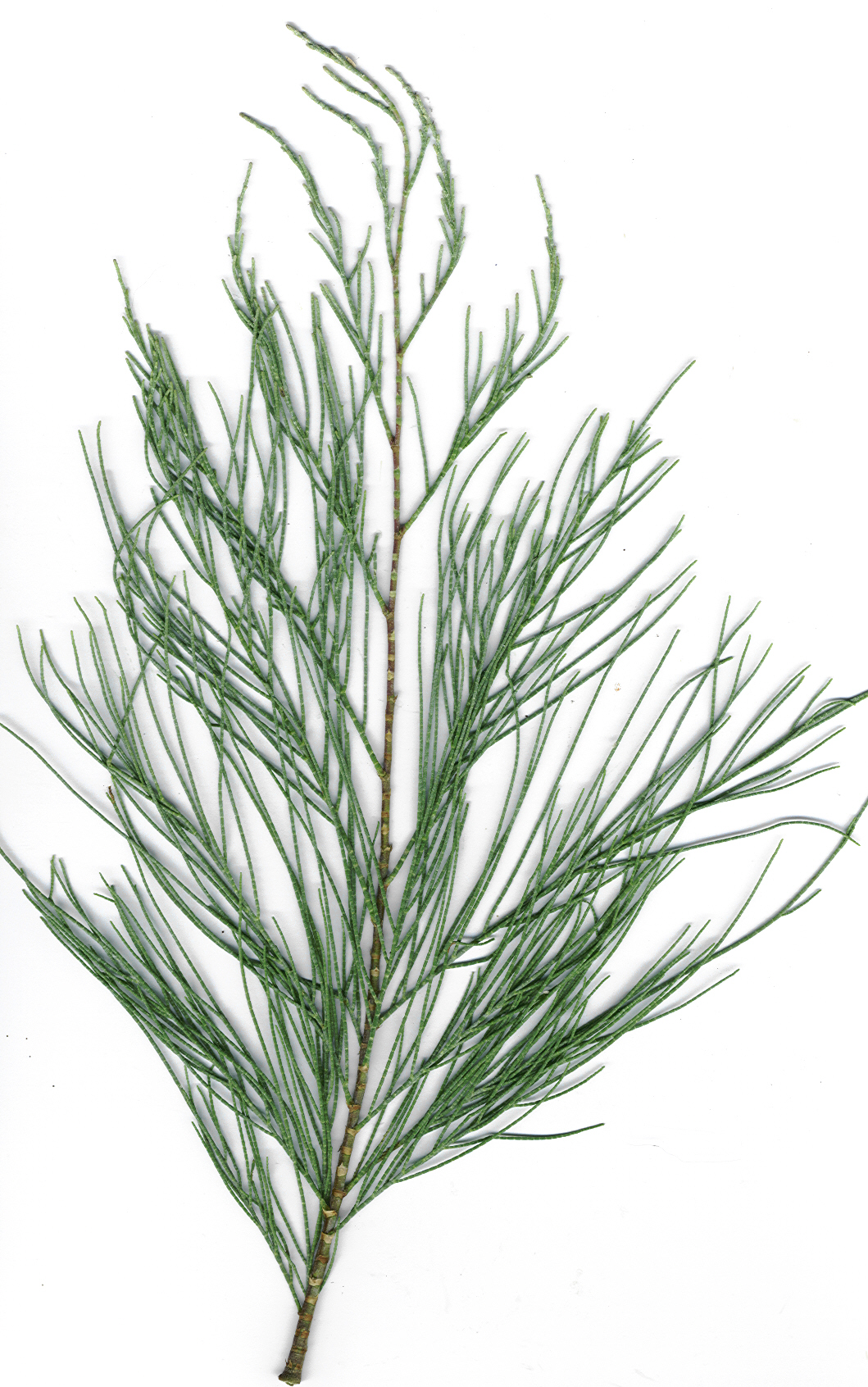
Větévka tamaryšku Tamarix aphylla
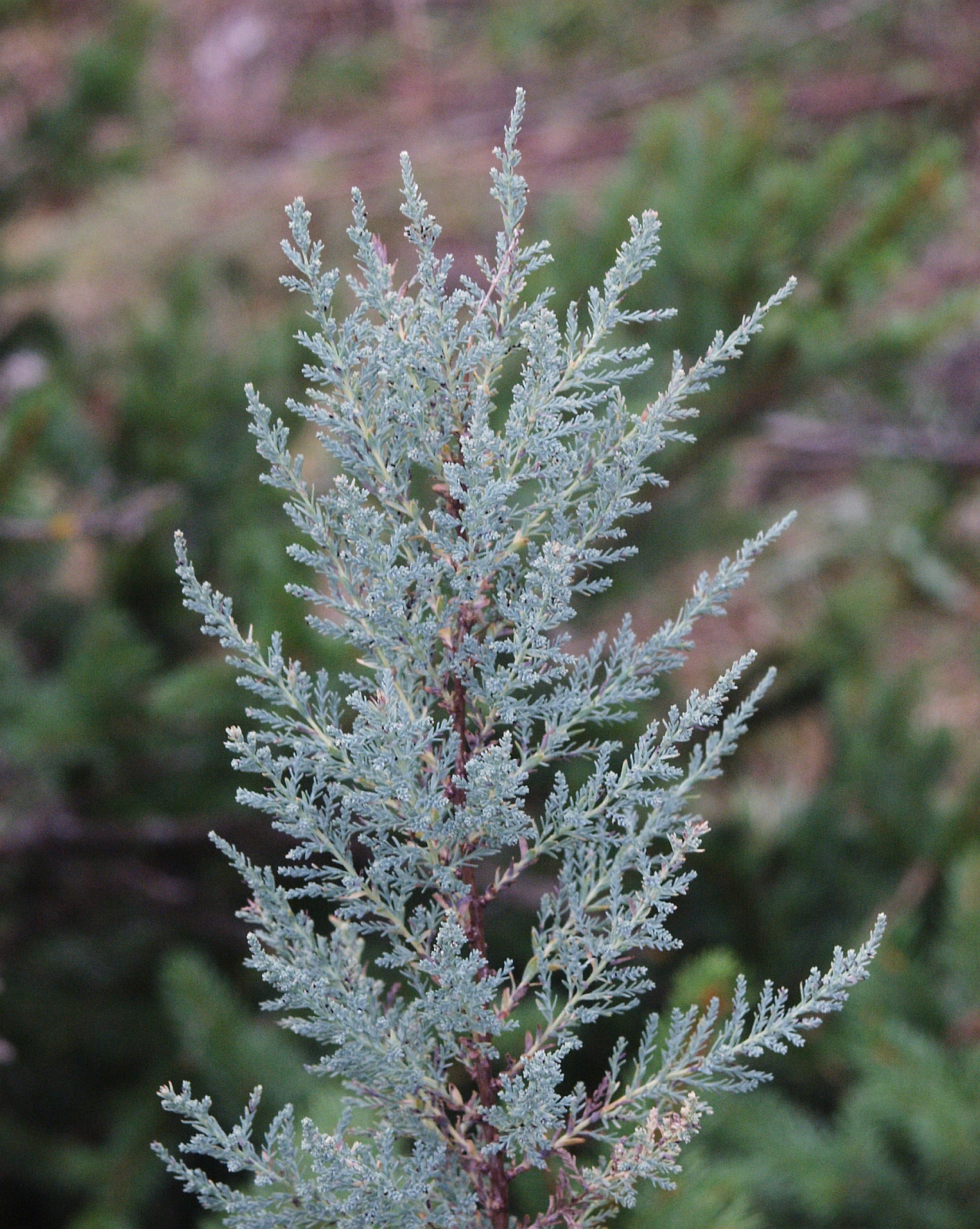
Židoviník německý (Myricaria germanica)
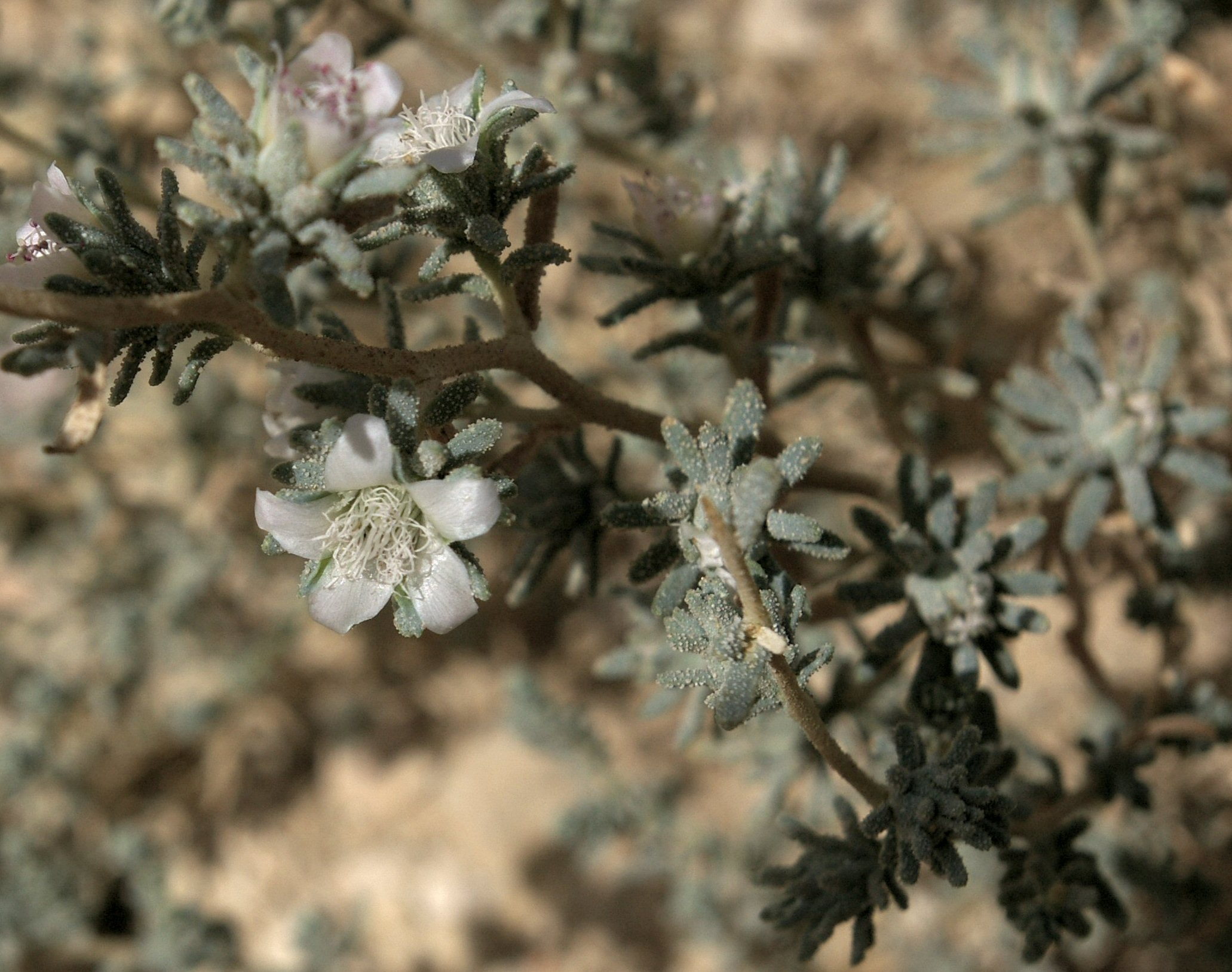
Reaumurie Reaumuria hirtella

## Rozšíření
Čeleď tamaryškovité zahrnuje asi 90 druhů v pěti rodech. Největší rod je tamaryšek (Tamarix, asi 55 druhů). Čeleď je rozšířena v Eurasii a Africe. Nejvíce druhů roste na stepích a ve vyprahlých oblastech od Středomoří po Střední Asii.
V Evropě se vyskytují tři rody. Tamaryšek (Tamarix) je zastoupen asi 15 druhy, především ve Středomoří a v Rusku. Dále se zde vyskytuje židoviník německý (Myricaria germanica) a na Sicílii Reaumuria vermiculata. V květeně České republiky je původní pouze židoviník německý (Myricaria germanica), rostoucí na několika málo místech v povodí beskydských řek.

## Taxonomie
V klasické taxonomii byla čeleď tamaryškovité řazena na zcela jiné místo systému než dnes, do řádu Violales (Cronquist), případně spolu s čeledí frankeniovité (Frankeniaceae) do řádu Tamaricales v rámci nadřádu Violanae (Dahlgren, Tachtadžjan).
Nejblíže příbuznou skupinou je podle kladogramů APG čeleď frankeniovité (Frankeniaceae). Tyto dvě čeledi spolu s čeleděmi olověncovité (Plumbaginaceae) a rdesnovité (Polygonaceae) tvoří monofyletickou větev řádu hvozdíkotvaré.

## Ekologické interakce
Na listech této čeledi se často živí housenky motýlů z podčeledi Lycaeninae (ohniváčci).

## Zástupci
- reaumurie (Reaumuria)
- tamaryšek (Tamarix)
- židoviník německý (Myricaria germanica)[5][6]

## Význam
Různé druhy tamaryšku (Tamarix) se dosti často pěstují jako nenáročné okrasné dřeviny zajímavého vzhledu.

## Přehled rodů
Hololachna, Myricaria, Myrtama, Reaumuria, Tamarix